# Districtul Sam Chuk
Sam Chuk (în thailandeză สามชุก) este un district (Amphoe) din provincia Suphanburi, Thailanda, cu o populație de 54.950 de locuitori și o suprafață de 355,9 km².